# Digital Park

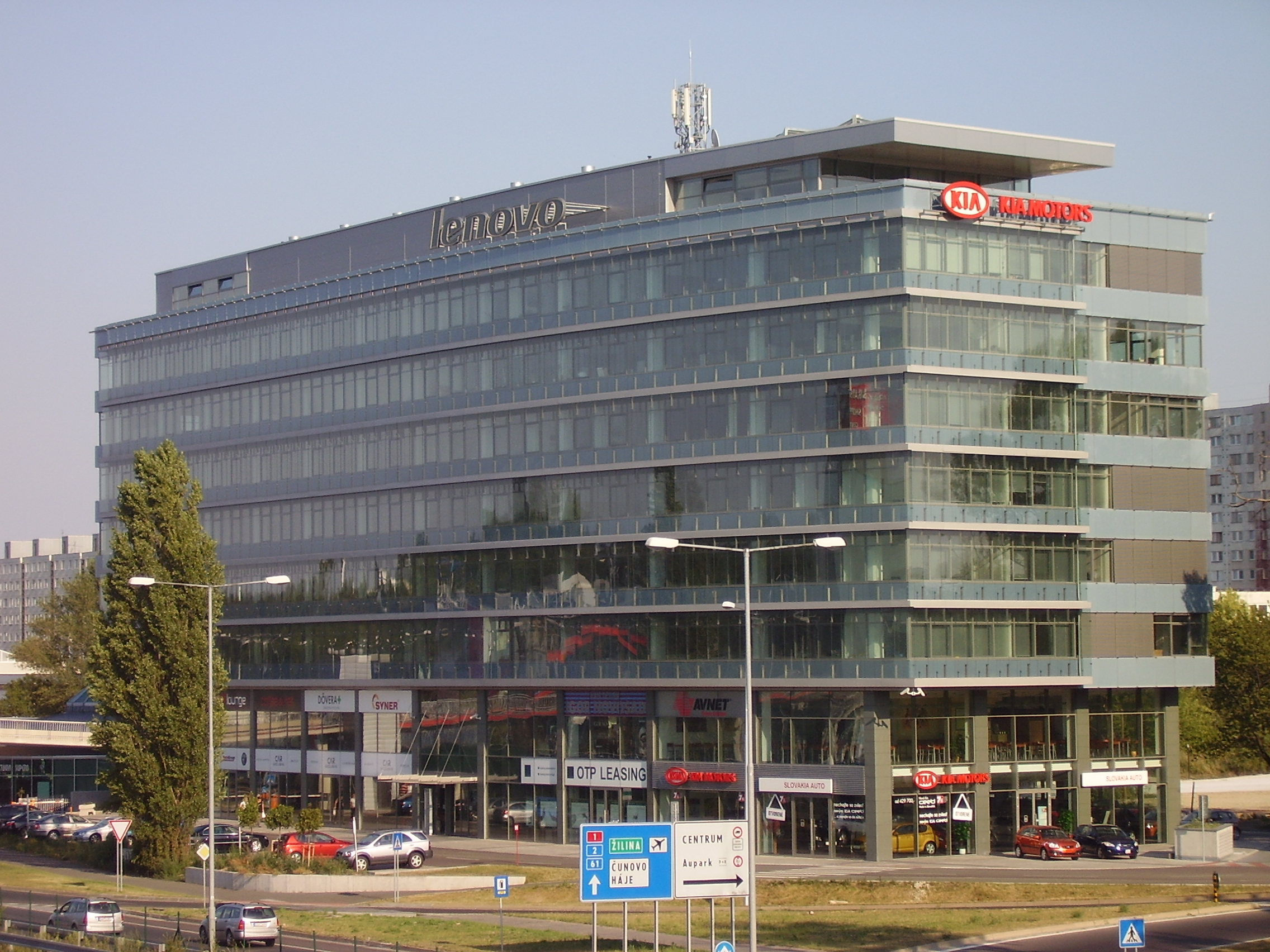
Digital Park

Digital Park – kompleks sześciu nowoczesnych biurowców budowanych w Bratysławie, w dzielnicy Petržalka na ulicy Einsteina, w pobliżu autostrady D1 (fragment Viedenská cesta – Prístavný most). Centrum handlowe Aupark znajduje się po drugiej stronie. Główny budynek jest połączony z Aupark przez kładkę nad autostradą; łączy drugie piętra obu budynków.